# Fosforan berylu
Fosforan berylu (nazwa Stocka: fosforan(V) berylu), Be
3(PO
4)
2 – nieorganiczny związek chemiczny, sól berylowa kwasu fosforowego.
Nie ma zastosowań komercyjnych.

## Otrzymywanie
Można go otrzymać przez wytrącenie z roztworu w wyniku reakcji siarczanu berylu z wodorofosforanem sodu:
3BeSO
4 + 2Na
2HPO
4  →  Be
3(PO
4)
2↓ + 4Na+
 + 2H+
 + 3SO2−
4
W XVIII i XIX w. opisano otrzymywanie fosforanu berylu w formie hydratów w wyniku reakcji wodorofosforanu sodu z rozpuszczalnymi solami berylu, np. siarczanem berylu:
3BeSO
4 + 2Na
2HPO
4  →  Be
3(PO
4)
2↓ + 4Na+
 + 2HSO−
4 + SO2−
4
Wątpliwe jest jednak, czy w procesach tych rzeczywiście otrzymano zwykły fosforan berylu

## Właściwości

### Właściwości fizyczne
Produkt handlowy jest białawym proszkiem o gęstości 3,2–3,5 g/cm³. W zależności od kryteriów określany jest jako nierozpuszczalny lub słabo rozpuszczalny w wodzie.

### Właściwości biologiczne
Jest toksyczny. Razem z wolnym berylem i wszystkimi jego związkami jest klasyfikowany jako rakotwórczy dla człowieka (m.in. rak płuca). 
Może tworzyć się w organizmie po spożyciu rozpuszczalnych związków berylu, tworząc nierozpuszczalne cząstki, które akumulują się w komórkach Kupffera w wątrobie. Uwalniające się z nich jony berylu mogą niszczyć ww. komórki, prowadząc do martwicy wątroby.